# Collegium Musicum (Danmark 1944)
Collegium Musicum (Danmark 1944) var et dansk kammerorkester, der var specialiseret i barokmusik og ny musik.
Orkestret blev oprettet på foranledning af senere professor i musikvidenskab ved Århus universitet Søren Sørensen og dirigenten Lavard Friisholm og eksisterede i årene 1944-1978. Det var et professionelt deltidsprojekt, og musikerne måtte søge supplerende arbejde andre steder. 
Fra starten spillede man musik fra 16- og 1700-tallet for små besætninger, men senere opførte orkestret også værker for det klassiske symfoniorkester med 30-40 musikere, værker af Bach, Händel og Mozart. Man formåede at engagere internationalt kendte solister som Endre Wolf, Robert Riefling, Nathan Milstein, Walter Gieseking, Irmgard Seefried, Edwin Fisher, Else Brems og Victor Schiøler.
Men også den nye musik kom på programmet. Værker af Herman D. Koppel, Igor Stravinskij, Vagn Holmboe, Bela Bartok, Olivier Messiaen, Niels Viggo Bentzon, Poul Rovsing Olsen, Knudåge Riisager, Ib Nørholm, Gunnar Berg, Pelle Gudmundsen-Holmgreen og Jan Maegaard fik deres uropførelse eller første opførelse i Danmark ved Collegium musicums koncerter i Odd Fellow Palæet.
Allerede få år efter orkestrets nedlæggelse opstod et nyt Collegium musicum.

## Pladeindspilninger
Orkestret lavede en række pladeindspilninger f.eks. 
- Johann Sebastian Bachs koncerter for 2 og 3 cembali i 1954,
- Händel: Concerto a due cori No. 1 Bb-dur HWV 332 og No. 2 F-dur HWV 333
- Niels Viggo Bentzon: Kammerkoncert for 11 instrumenter, Op. 52